# Bobenneukirchen
Bobenneukirchen ist ein Ortsteil der Gemeinde Bösenbrunn im Vogtland.

## Lage
Bobenneukirchen liegt westlich von Triebel und Bösenbrunn und damit südwestlich von Oelsnitz/Vogtl. auf etwa 463 m. Südlich liegen Burkhardsgrün und Ottengrün, nördlich befindet sich die Talsperre Dröda und die zu ihr gehörende Vorsperre Bobenneukirchen. Durch den Ort fließt der Schafbach.

## Geschichte

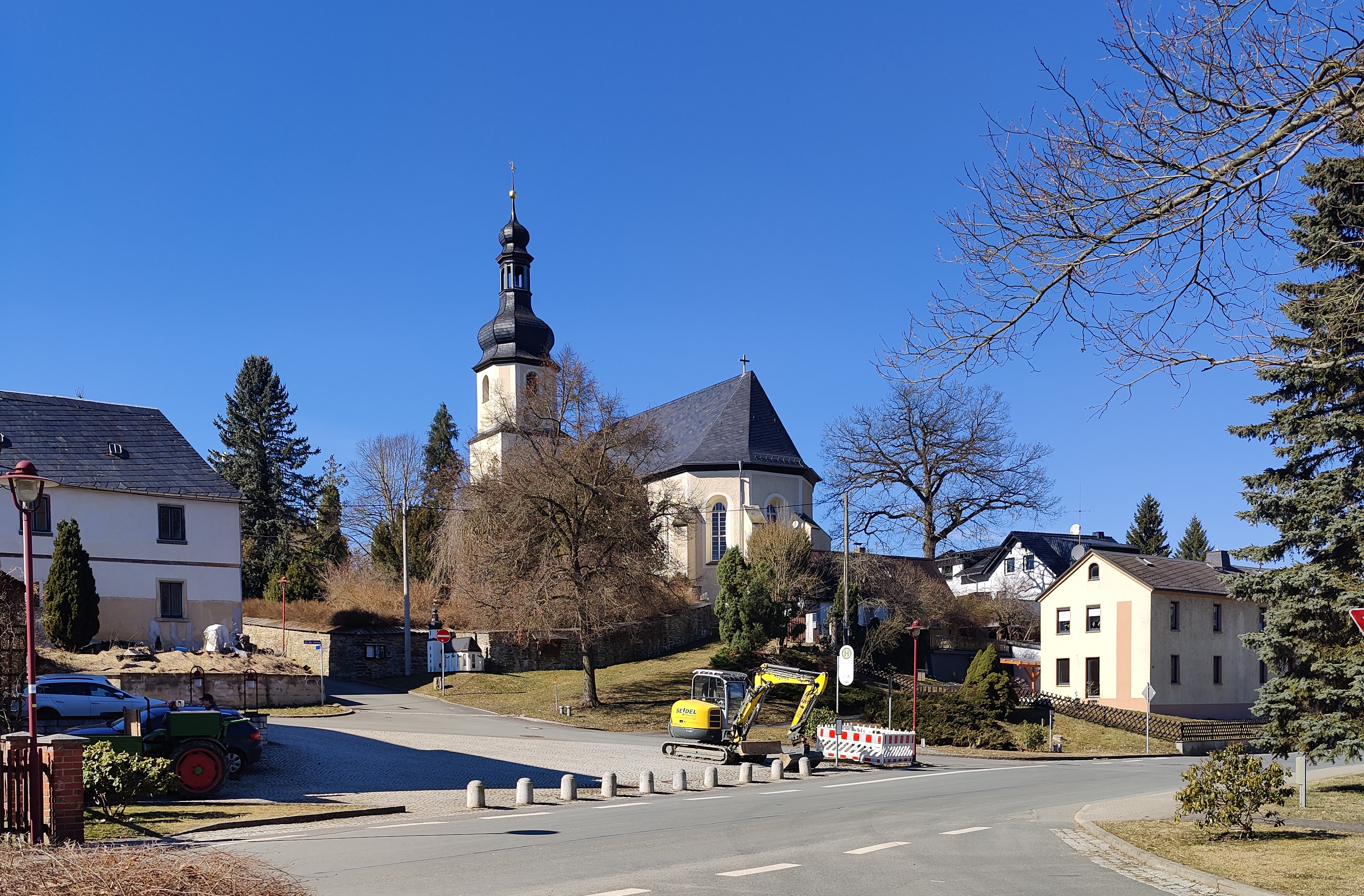
St.-Margaretenkirche Bobenneukirchen

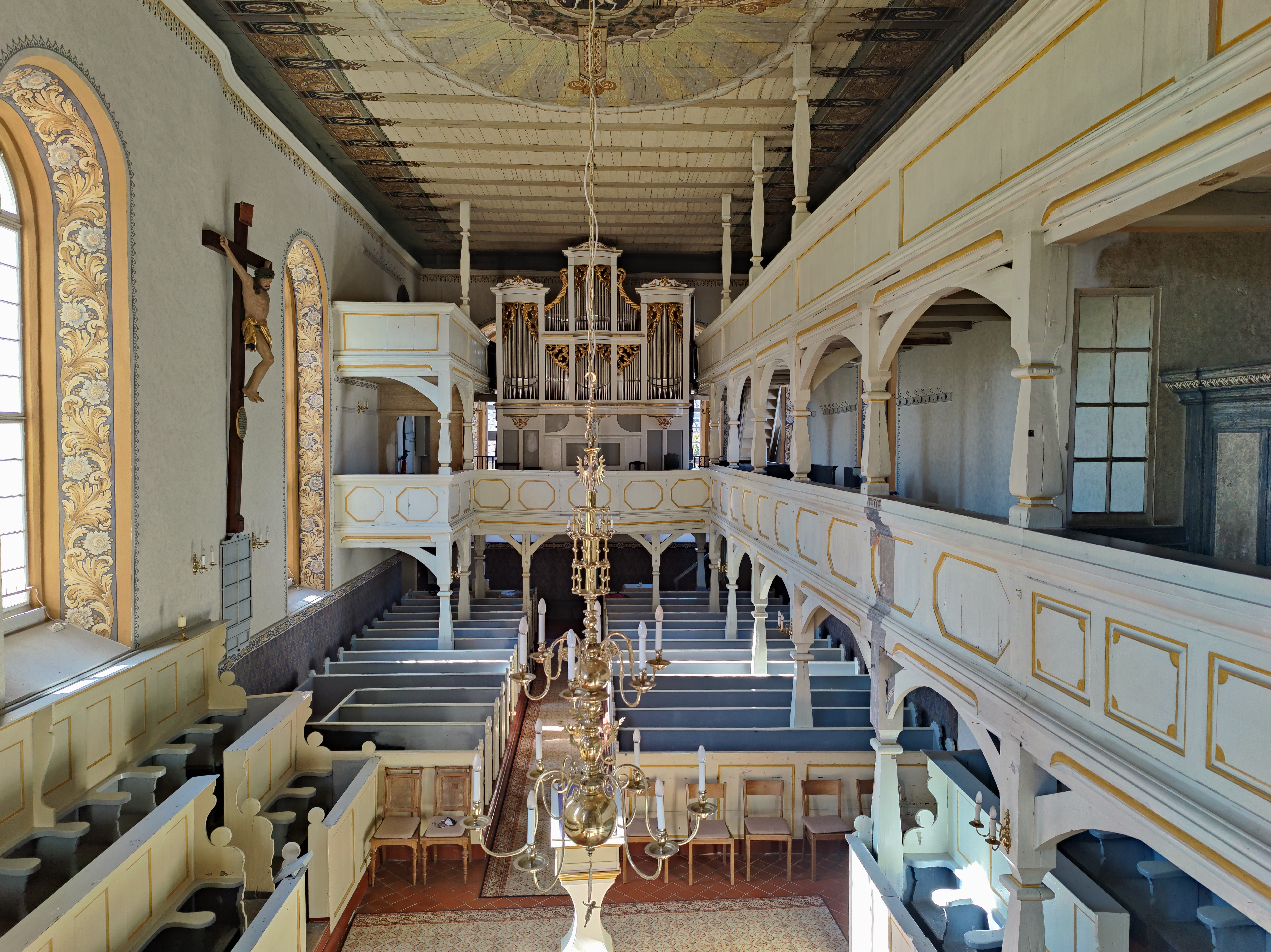
Innenansicht

Der Ort ist spätestens 1296 als Baben Nuenkirchen ersterwähnt. Spätere Namensformen sind Neukirchen (1340), Babennewenkirchen (1347), Nuwenkirchen (1372), Pabennewenkirchen (1380), Newenkirchen (1381), Pawennewnkirchen (1397), Nuwekirchen (1460), Neunkirchen (1482), Babennewkirchn (1528), Poben Neunkirchen (1542), Paben Neunkirchen und Poben Newnkirchen (1557), Bowenneukirchen (1700) und Bobenneukirchen (1814). Für 1347 ist eine ecclesia parrochialis belegt. 1542 war der Ort anteilig den Rittergütern Posseck, Geilsdorf und Dröda zugehörig. 1606 waren es die Rittergüter Dröda und Bobenneukirchen und 1764 die Rittergüter Posseck, Bobenneukirchen und Türbel-Pirk sowie Amtsdorf. Das Waldhufendorf entwickelte sich aus einem Vorwerk (1542) bzw. Rittergut (spätestens ab 1606). 1935 wurde Dechengrün nach Bobenneukirchen eingemeindet, 1973 folgten Burkhardsgrün, Engelhardsgrün und Zettlarsgrün. Von 1952 bis 1989 gehörte Bobenneukirchen aufgrund der Grenznähe zum DDR-Sperrgebiet. Gemeinsam mit Ottengrün, Schönbrunn und Bösenbrunn schloss sich die Gemeinde Bobenneukirchen 1994 zur Gemeinde Bösenbrunn zusammen. 171 gab es im Ort 161 Wohnhäuser, 1880 waren es 162. 1880 gehörten zu Bobenneukirchen die Gemeindeteile Einsiedel, Höflein, Horscheloh, Pfaffenberg, Schlegelmühle, Weidig, Weiher, Weißenstein, Wiesenhaus, Zeche und Grottensee, der aber nicht isoliert gelegen ist. Das Rittergut hatte damals 10 Einwohner.
| Jahr          | 1583                         | 1764                                      | 1834 | 1871 | 1880 | 1890 | 1910 | 1925 | 1939 | 1946 | 1950 | 1964 | 1990 |
| ------------- | ---------------------------- | ----------------------------------------- | ---- | ---- | ---- | ---- | ---- | ---- | ---- | ---- | ---- | ---- | ---- |
| Einwohnerzahl | 43 besessene Mann, 9 Häusler | 38 besessene Mann, 20 Gärtner, 13 Häusler | 751  | 1039 | 947  | 936  | 748  | 794  | 821  | 972  | 873  | 700  | 509  |

1925 waren 783 Einwohner evangelisch-lutherische und 3 römisch-katholische Christen. 8 waren andersgläubig.

## Belege
1. ↑  Neukirchen, Boben- – HOV | ISGV. Abgerufen am 19. Februar 2023.
2. ↑  'Generalübersicht sämmtlicher Ortschaften des Königreichs Sachsen nach der neuen Organisation der Behörden mit Angabe ihrer Einwohner- und Häuserzahl am 1. December 1871 : Zusammengestellt vom K. sächs. statist. Bureau' - Digitalisat | MDZ. Abgerufen am 19. Februar 2023.
3. ↑  Saxony (Kingdom) Statistisches Landesamt: Alphabetisches Verzeichniss der im Königreiche Sachsen belegenen Stadt- und Landgemeinden: mit den zubehörigen, besonders benannten Wohnplätzen ... : nebst alphabetischem Register. C. Heinrich, 1884 (google.de [abgerufen am 19. Februar 2023]).